# Podział administracyjny Ukraińskiej Socjalistycznej Republiki Radzieckiej
Ukraińska Socjalistyczna Republika Radziecka (USRR) powstała 25 grudnia 1917. Początkowo bazowała na podziale administracyjnym Imperium Rosyjskiego (gubernie i ujezdy). Od 1 sierpnia 1925 dzieliła się na 40 okręgów i 706 rejonów. Okręgi zostały zlikwidowane w 1930 i pozostawiony został jedynie podział republiki na rejony. Od 1932 były tworzone obwody, najpierw kilka dużych, a od 1937-39 ustabilizował się podział na kilkanaście mniejszych obwodów. Obwody dzieliły się na rejony.
Jednostki administracyjne USRR były częścią podziału administracyjnego Związku Radzieckiego.

## Podział administracyjny na gubernie

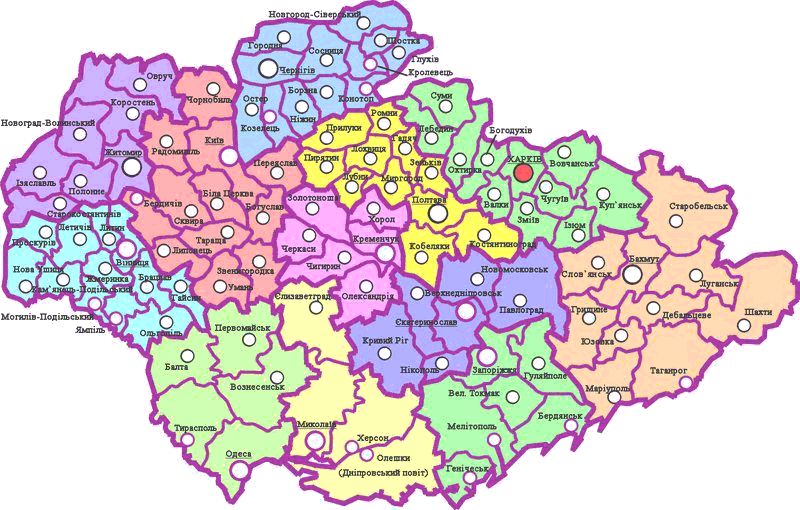
Gubernie i powiaty Ukrainy w 1921 r.

## Podział administracyjny na okręgi w latach 1923-1932

Okręgi USRR 1.08.2025-1929

Okręgi Ukraińskiej SRR w 1929—1930

## Podział administracyjny z 27 lutego 1932
5 obwodów + Mołdawska ASRR:
- Obwód winnicki
- Obwód dniepropietrowski
- Obwód kijowski
- Obwód odeski
- Obwód charkowski

Zmiany liczby i granic obwodów USRR w latach 1932–1991

- Mołdawska Autonomiczna Socjalistyczna Republika Radziecka

## Podział administracyjny w końcu 1932
7 obwodów + Mołdawska ASRR
Do wymienionych obwodów dołączono w końcu 1932:
- Obwód doniecki – utworzony 17 lipca 1932 z części obwodu dniepropietrowskiego i charkowskiego
- Obwód czernihowski – utworzony 15 października 1932 z części obwodu kijowskiego.

Od 24 czerwca 1934 stolicę USRR przeniesiono z Charkowa do Kijowa.

## Podział administracyjny od 22 września 1937
11 obwodów + Mołdawska ASRR
W skład USRR wchodziły:
- Obwód winnicki
- Obwód dniepropietrowski
- Obwód doniecki
- Obwód żytomierski (utworzony z części obwodu kijowskiego)
- Obwód kamieniecki (utworzony z części obwodu winnickiego)
- Obwód kijowski
- Obwód mikołajowski (utworzony z części obwodu odeskiego)
- Obwód odeski
- Obwód połtawski (utworzony z części obwodu charkowskiego)
- Obwód charkowski
- Obwód czernihowski

## Podział administracyjny z 10 stycznia 1939
15 obwodów + Mołdawska ASRR:
- Obwód winnicki
- Obwód woroszyłowgradzki (utworzony 3 czerwca 1938 ze wschodniej części obwodu donieckiego)
- Obwód dniepropietrowski
- Obwód żytomierski
- Obwód zaporoski (utworzony 10 stycznia 1939 z części obwodu dniepropietrowskiego)
- Obwód kamieniecki
- Obwód kijowski
- Obwód kirowogradzki (utworzony 10 stycznia 1939 z części obwodu mikołajowskiego)
- Obwód mikołajowski
- Obwód odeski
- Obwód połtawski
- Obwód staliński (do 3 czerwca 1938 obwód doniecki)
- Obwód sumski (utworzony 10 stycznia 1939 z części obwodu charkowskiego)
- Obwód charkowski
- Obwód czernihowski

## Podział administracyjny przed 22 czerwca 1941
23 obwody
Po zaanektowaniu terenów wschodniej Polski przez ZSRR, 4 grudnia 1939 utworzono 6 nowych obwodów:
- Obwód wołyński (28 rejonów)
- Obwód drohobycki (30 rejonów)
- Obwód lwowski (37 rejonów)
- Obwód rówieński (30 rejonów)
- Obwód stanisławowski (34 rejony)
- Obwód tarnopolski (38 rejonów)

Po włączeniu rumuńskiej Besarabii do ZSRR 7 sierpnia 1940 utworzono 2 dalsze obwody:
- Obwód czerniowiecki (z rejonu chocimskiego i północnej Bukowiny)
- Obwód akermański (stolica w Akermanie, obwód utworzony z południowej części Besarabii)

Na pozostałej części Besarabii utworzono 28 czerwca 1940 Mołdawską Socjalistyczną Republikę Radziecką, w skład której weszła połowa Mołdawskiej ASRR (pozostałą część włączono do obwodu odeskiego).
7 grudnia 1940 siedzibę władz obwodu akermańskiego przeniesiono do Izmaiłu, i przemianowano obwód na obwód izmaiłski. Również w tym samym roku przeniesiono siedzibę władz obwodu kamienieckiego do Płoskirowa, bez zmiany nazwy obwodu.
Tym sposobem przed wybuchem wojny niemiecko-radzieckiej w 1941 USRR liczyła 23 obwody.

## Podział administracyjny z 1 stycznia 1954
25 obwodów:
- Obwód winnicki
- Obwód wołyński
- Obwód woroszyłowgradzki
- Obwód dniepropietrowski
- Obwód drohobycki
- Obwód żytomierski
- Obwód zakarpacki (utworzony 22 stycznia 1946 na terenie Ukrainy Zakarpackiej, przyłączonej do USRR po zakończeniu II wojny światowej)
- Obwód zaporoski
- Obwód izmaiłski
- Obwód kamieniecki
- Obwód kijowski
- Obwód kirowogradzki
- Obwód lwowski
- Obwód mikołajowski
- Obwód odeski
- Obwód połtawski
- Obwód rówieński
- Obwód staliński
- Obwód stanisławowski
- Obwód sumski
- Obwód ternopilski (9 sierpnia 1944 zmieniono nazwę z „tarnopolski” w związku ze zmianą nazwy centrum obwodowego)
- Obwód charkowski
- Obwód chersoński (utworzony 30 marca 1944 z części obwodów mikołajowskiego i zaporoskiego)
- Obwód czerniowiecki
- Obwód czernihowski

Oprócz tego w latach 1944-1951 kilkakrotnie modyfikowano granicę polsko-radziecką:
- w październiku 1944 Polsce przekazano rejony horyniecki[1], lubaczowski, laszkowski, sieniawski i część uhnowskiego[2] ze składu obwodu lwowskiego;
- w marcu 1945 przekazano Polsce rejony birczański, leski i większą część przemyskiego[3] z Przemyślem ze składu obwodu drohobyckiego oraz fragment rejonu mościskiego[4]
- w maju 1948 przekazano Polsce część zniesionego rejonu medyckiego z obwodu drohobyckiego oraz fragment rejonu mościskiego[5] z obwodu lwowskiego
- w 1951 przeprowadzono wymianę terytoriów – USRR przejęła obszar który utworzył rejon zabuski z siedzibą Bełzie, Polska otrzymała rejon ustrzycki oraz części rejonów chyrowskiego i strzyłeckiego.

## Podział administracyjny na koniec 1954
26 obwodów
W ciągu 1954 nastąpiły znaczące zmiany w podziale administracyjnym USRR:
- 7 stycznia 1954 utworzono obwód czerkaski z części obwodów kijowskiego, połtawskiego i kirowogradzkiego
- 4 lutego 1954 w związku ze zmianą nazwy Płoskirowa na Chmielnicki zmieniono nazwę z obwodu kamienieckiego na obwód chmielnicki
- 15 lutego 1954 zniesiono obwód izmaiłski, włączacjąc go do obwodu odeskiego; przy okazji część obwodu odeskiego przyłączono do obwodów kirowogradzkiego i mikołajowskiego
- 19 lutego 1954 do USRR przyłączono obwód krymski z Rosyjskiej FSRR, a ze składu USRR wydzielono skrawki obwodów charkowskiego i donieckiego, które weszły w skład obwodów: kurskiego i orłowskiego RFSRR.

## Podział administracyjny w latach 1954–1990
25 obwodów

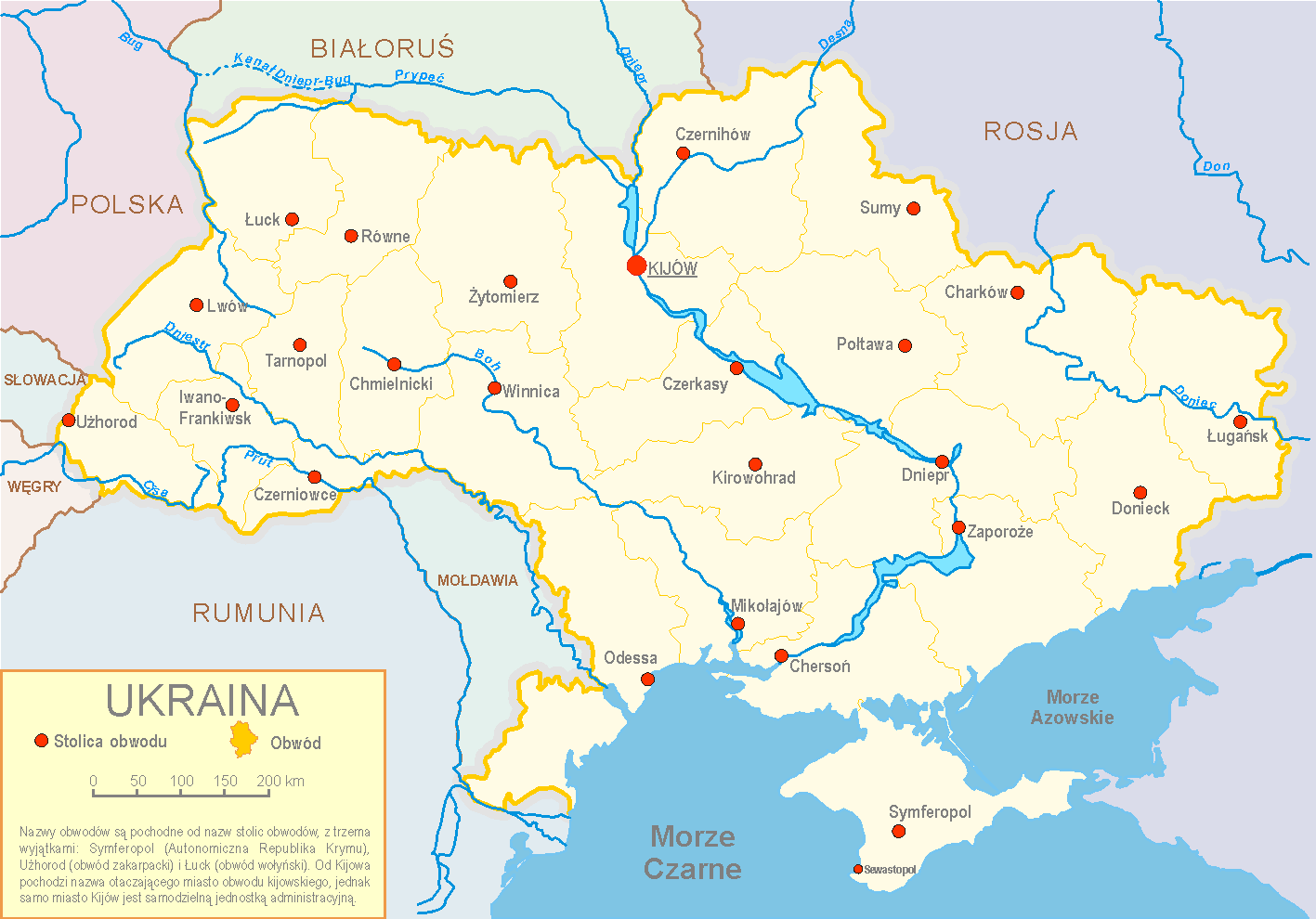

Po 1954 nastąpiły na mapie USRR kolejne zmiany:
- 5 marca 1958 obwód woroszyłowgradzki przemianowano na ługański (a Woroszyłowgrad na Ługańsk)
- 21 maja 1959 zlikwidowano obwód drohobycki, włączając wszystkie jego rejony do obwodu lwowskiego
- 9 listopada 1961 obwód staliński przemianowano z powrotem na doniecki (w związku ze zmianą nazwy centrum obwodu)
- 9 listopada 1962 obwód stanisławowski przemianowano na iwanofrankowski (w związku ze zmianą nazwy centrum obwodu)
- w styczniu 1965 do obwodu czernihowskiego przeniesiono rejon tałałajiwski obwodu sumskiego
- 5 stycznia 1970 obwód ługański zmienił z powrotem nazwę (wraz z centrum obwodu) na obwód woroszyłowgradzki

Tak więc do końca USRR w 1990 dotrwało 25 obwodów, złożone z 480 rejonów i 2 rad miejskich:
1. Obwód winnicki
2. Obwód wołyński
3. Obwód woroszyłowgradzki
4. Obwód dniepropetrowski
5. Obwód doniecki
6. Obwód żytomierski
7. Obwód zakarpacki
8. Obwód zaporoski
9. Obwód iwanofrankiwski
10. Obwód kijowski
11. Obwód kirowohradzki
12. Obwód krymski
13. Obwód lwowski
14. Obwód mikołajowski
15. Obwód odeski
16. Obwód połtawski
17. Obwód rówieński
18. Obwód sumski
19. Obwód tarnopolski
20. Obwód charkowski
21. Obwód chersoński
22. Obwód chmielnicki
23. Obwód czerkaski
24. Obwód czernihowski
25. Obwód czerniowiecki